# Septième circonscription des Yvelines
La septième circonscription des Yvelines est l'une des 12 circonscriptions législatives françaises que compte le département des Yvelines (78) situé en région Île-de-France.
Elle est représentée dans la XVIe législature par Nadia Hai.

## Description géographique et démographique

### De 1958 à 1988
La Dix-huitième circonscription de Seine-et-Oise, qui devient en 1967 la Septième circonscription des Yvelines, était composée de :
- canton de Bonnières-sur-Seine
- canton de Houdan
- canton de Limay
- canton de Magny-en-Vexin
- canton de Mantes-la-Jolie

(réf. Journal Officiel du 14-15 octobre 1958).
En 1967, le canton de Magny-en-Vexin rejoint la Première circonscription du Val-d'Oise.

### À partir de 1988
La septième circonscription des Yvelines est située au nord du département et englobe les villes suivantes :
- Andrésy ;
- Chanteloup-les-Vignes ;
- Conflans-Sainte-Honorine ;
- Évecquemont ;
- Gaillon-sur-Montcient ;
- Hardricourt ;
- Maurecourt ;
- Meulan-en-Yvelines ;
- Mézy-sur-Seine ;
- Tessancourt-sur-Aubette ;
- Triel-sur-Seine ;
- Vaux-sur-Seine ;
- Verneuil-sur-Seine ;
- Vernouillet.

Elle est entourée par les sixième, huitième, neuvième, et douzième circonscriptions des Yvelines ainsi que par le département du Val-d'Oise.
Elle est composée des quatre cantons suivants :
- Canton d'Andrésy : 25 522 habitants.
- Canton de Conflans-Sainte-Honorine : 35 585 habitants.
- Canton de Meulan à l'exception des communes des Mureaux et de Chapet : 51 549 habitants.
- Canton de Triel-sur-Seine : 35 106 habitants.

D'après les chiffres du recensement de 1999, la circonscription était alors peuplée de 112 588  habitants et la population active était de 54 708 personnes. En 2015, la population était de 147 762 habitants.
Cette circonscription n'a pas été affectée par le redécoupage de 2010.

## Historique des résultats
| Législature | Début de mandat | Fin de mandat   | Député                 | Parti politique | Observations |
| ----------- | --------------- | --------------- | ---------------------- | --------------- | --- |
| IVe         | 11 juillet 1968 | 1er avril 1973  | Pierre Ribes           | UDR             | Maire de Civry-la-Forêt et Trésorier de l'UDR |
| Ve          | 2 avril 1973    | 2 avril 1978    | Pierre Ribes           | UDR-URP         | Maire de Civry-la-Forêt et Trésorier de l'UDR |
| VIe         | 3 avril 1978    | 22 mai 1981     | Pierre Ribes           | RPR             | Maire de Civry-la-Forêt et Trésorier de l'UDR Mandat écourté à la suite d'une dissolution parlementaire décidée par François Mitterrand.                                                    |
| VIIe        | 2 juillet 1981  | 1er avril 1986  | Bernard Schreiner      | PS              | Adjoint au maire de Mantes-la-Jolie |
| VIIIe       | 2 avril 1986    | 14 mai 1988     | Aucun                  | Aucun           | Proportionnelle par département, pas de député par circonscription. Mandat écourté à la suite d'une dissolution parlementaire décidée par François Mitterrand.                              |
| IXe         | 23 juin 1988    | 23 juillet 1988 | Michel Rocard          | PS              | Maire de Conflans-Sainte-Honorine |
| IXe         | 21 juillet 1988 | 1er avril 1993  | Jean Guigné            | PS puis DVG     | Maire de Conflans-Sainte-Honorine |
| Xe          | 2 avril 1993    | 21 avril 1997   | Pierre Cardo           | UDF-PR          | Vice-président du conseil général des Yvelines (1992-1994) Maire de Chanteloup-les-Vignes (1983-2009) Mandat écourté à la suite d'une dissolution parlementaire décidée par Jacques Chirac. |
| XIe         | 12 juin 1997    | 18 juin 2002    | Pierre Cardo           | UDF-PPDF        | Maire de Chanteloup-les-Vignes (1983-2009) |
| XIIe        | 19 juin 2002    | 19 juin 2007    | Pierre Cardo           | UDI             | Maire de Chanteloup-les-Vignes (1983-2009) |
| XIIIe       | 2007            | 2010            | Pierre Cardo           | UDI             | |
| XIIIe       | 2010            | 2012            | Arnaud Richard         | UDI             | |
| XIVe        | 20 juin 2012    | 20 juin 2017    | Arnaud Richard         | UDI             | Conseiller municipal d’opposition à Meulan |
| XVe         | 21 juin 2017    | 21 juin 2022    | Michèle de Vaucouleurs | MoDem           | Adjointe au maire de Poissy |
| XVIe        | 22 juin 2022    | 9 juin 2024     | Nadia Hai              | RE              | Mandat écourté à la suite d'une dissolution parlementaire décidée par Emmanuel Macron. |
| XVIIe       | 8 juillet 2024  | En cours        | Aurélien Rousseau      | PP              | |

## Historique des élections

### Élections de 1967
| Candidat       | Candidat                     | Parti          | Premier tour | Premier tour | Second tour | Second tour |  |
| Candidat       | Candidat                     | Parti          | Voix         | %            | Voix        | %           |  |
| -------------- | ---------------------------- | -------------- | ------------ | ------------ | ----------- | ----------- |  |
|                | Gérard Prioux                | UD-Ve          | 14 021       | 32,01        | 17 028      | 38,44       |  |
|                | Maurice Quettier élu         | PCF            | 12 402       | 28,31        | 18 641      | 42,08       |  |
|                | Jean-Paul David              | CD (PDM)       | 10 361       | 23,65        | 8 630       | 19,48       |  |
|                | Jean-Pierre Bonneyrat-Rollin | FGDS (CIR)     | 5 792        | 13,22        | Retrait     | Retrait     |  |
|                | Michel Davet                 | Modérés        | 1 228        | 2,8          |             |             |  |
|                |                              |                |              |              |             |             |  |
| Inscrits       | Inscrits                     | Inscrits       | 52 989       | 100,00       | 52 969      | 100,00      |  |
| Abstentions    | Abstentions                  | Abstentions    | 8 133        | 15,35        | 7 900       | 14,91       |  |
| Votants        | Votants                      | Votants        | 44 856       | 84,65        | 45 069      | 85,09       |  |
| Blancs et nuls | Blancs et nuls               | Blancs et nuls | 1 052        | 2,35         | 770         | 1,71        |  |
| Exprimés       | Exprimés                     | Exprimés       | 43 804       | 97,65        | 44 299      | 98,29       |  |

Le suppléant de Maurice Quettier était Robert Veillard, plombier à Mantes-la-Jolie.

### Élections de 1968
| Candidat       | Candidat                 | Parti          | Premier tour | Premier tour | Second tour | Second tour |  |
| Candidat       | Candidat                 | Parti          | Voix         | %            | Voix        | %           |  |
| -------------- | ------------------------ | -------------- | ------------ | ------------ | ----------- | ----------- |  |
|                | Maurice Quettier sortant | PCF            | 13 119       | 29,76        | 19 880      | 48,41       |  |
|                | Pierre Ribes élu         | UDR            | 9 130        | 20,71        | 21 182      | 51,59       |  |
|                | Gérard Prioux            | RI             | 8 280        | 18,79        | Retrait     | Retrait     |  |
|                | Jean-Paul David          | CD (PDM)       | 8 058        | 18,28        | Retrait     | Retrait     |  |
|                | Gaston Treillou          | FGDS (CIR)     | 3 080        | 6,99         |             |             |  |
|                | François Della Sudda     | PSU            | 1 295        | 2,94         |             |             |  |
|                | André Dulieu             | TD             | 596          | 1,35         |             |             |  |
|                | Jean-Pol Roulleau        | MPR            | 519          | 1,18         |             |             |  |
|                |                          |                |              |              |             |             |  |
| Inscrits       | Inscrits                 | Inscrits       | 53 278       | 100,00       | 53 265      | 100,00      |  |
| Abstentions    | Abstentions              | Abstentions    | 8 601        | 16,14        | 9 844       | 18,48       |  |
| Votants        | Votants                  | Votants        | 44 677       | 83,86        | 43 421      | 81,52       |  |
| Blancs et nuls | Blancs et nuls           | Blancs et nuls | 600          | 1,34         | 2 359       | 5,43        |  |
| Exprimés       | Exprimés                 | Exprimés       | 44 077       | 98,66        | 41 062      | 94,57       |  |

Le suppléant de Pierre Ribes était Auguste Lejet, maire de Montalet-le-Bois.

### Élections de 1973
| Candidat       | Candidat                   | Parti          | Premier tour | Premier tour | Second tour | Second tour |  |
| Candidat       | Candidat                   | Parti          | Voix         | %            | Voix        | %           |  |
| -------------- | -------------------------- | -------------- | ------------ | ------------ | ----------- | ----------- |  |
|                | Pierre Ribes sortant réélu | UDR (URP)      | 15 103       | 28,54        | 25 904      | 50,54       |  |
|                | Maurice Quettier           | PCF            | 14 801       | 27,97        | 25 352      | 49,46       |  |
|                | Jean-Paul David            | MR (PLE)       | 12 371       | 23,38        | Retrait     | Retrait     |  |
|                | Gaston Treillou            | PS (UGSD)      | 7 291        | 13,78        | Retrait     | Retrait     |  |
|                | Alain Pierre               | PSU            | 1 859        | 3,51         |             |             |  |
|                | Michel de Pierrepont       | LO             | 1 487        | 2,81         |             |             |  |
|                |                            |                |              |              |             |             |  |
| Inscrits       | Inscrits                   | Inscrits       | 64 793       | 100,00       | 64 713      | 100,00      |  |
| Abstentions    | Abstentions                | Abstentions    | 10 546       | 16,28        | 10 346      | 15,99       |  |
| Votants        | Votants                    | Votants        | 54 247       | 83,72        | 54 367      | 84,01       |  |
| Blancs et nuls | Blancs et nuls             | Blancs et nuls | 1 335        | 2,46         | 3 111       | 5,72        |  |
| Exprimés       | Exprimés                   | Exprimés       | 52 912       | 97,54        | 51 256      | 94,28       |  |

Le suppléant de Pierre Ribes était Christian Coumel, docteur en médecine au Centre hospitalier de Mantes-la-Jolie.
Christian Coumel remplace Pierre Ribes, nommé membre du gouvernement, du 6 décembre 1980 au 22 mai 1981

### Élections de 1978
| Candidat       | Candidat                   | Parti                | Premier tour | Premier tour | Second tour | Second tour |  |
| Candidat       | Candidat                   | Parti                | Voix         | %            | Voix        | %           |  |
| -------------- | -------------------------- | -------------------- | ------------ | ------------ | ----------- | ----------- |  |
|                | Pierre Ribes sortant réélu | RPR                  | 20 772       | 31,04        | 34 282      | 50,87       |  |
|                | Maurice Quettier           | PCF                  | 17 141       | 25,61        | 33 205      | 49,13       |  |
|                | Bernard Schreiner          | PS                   | 13 361       | 19,96        | Retrait     | Retrait     |  |
|                | Georges Dubois             | UDF (CDS)            | 7 080        | 10,58        |             |             |  |
|                | Marcel Authelet            | Écologie 78          | 2 381        | 3,56         |             |             |  |
|                | Jean-Claude Demathieu      | Divers droite (PSD)  | 1 604        | 2,40         |             |             |  |
|                | Daniel Bénard              | Extrême gauche (LO)  | 916          | 1,37         |             |             |  |
|                | Claude Cannie              | Divers droite        | 909          | 1,36         |             |             |  |
|                | José Le Moigne             | Divers écologiste    | 789          | 1,18         |             |             |  |
|                | Jean-François Colin        | Extrême gauche (LCR) | 637          | 0,95         |             |             |  |
|                | Loïc Martin                | Divers droite        | 580          | 0,87         |             |             |  |
|                | Jean Albertini             | GO (UGP)             | 417          | 0,62         |             |             |  |
|                | Denis Baize                | PSU (FA)             | 337          | 0,50         |             |             |  |
|                | A. Thibaudeau              | Extrême droite       | 1            | 0,00         |             |             |  |
|                |                            |                      |              |              |             |             |  |
| Inscrits       | Inscrits                   | Inscrits             | 80 729       | 100,00       | 80 328      | 100,00      |  |
| Abstentions    | Abstentions                | Abstentions          | 12 562       | 15,56        | 10 398      | 12,94       |  |
| Votants        | Votants                    | Votants              | 68 167       | 84,44        | 69 930      | 87,06       |  |
| Blancs et nuls | Blancs et nuls             | Blancs et nuls       | 1 242        | 1,82         | 2 343       | 3,35        |  |
| Exprimés       | Exprimés                   | Exprimés             | 66 925       | 98,18        | 67 587      | 96,65       |  |

Le suppléant de Pierre Ribes était Christian Coumel.

### Élections de 1981
| Candidat       | Candidat              | Parti                | Premier tour | Premier tour | Second tour | Second tour |  |
| Candidat       | Candidat              | Parti                | Voix         | %            | Voix        | %           |  |
| -------------- | --------------------- | -------------------- | ------------ | ------------ | ----------- | ----------- |  |
|                | Pierre Ribes sortant  | RPR (UNM)            | 22 347       | 37,65        | 27 198      | 42,56       |  |
|                | Bernard Schreiner élu | PS                   | 20 067       | 33,81        | 36 703      | 57,44       |  |
|                | Maurice Quettier      | PCF                  | 11 741       | 19,78        | Retrait     | Retrait     |  |
|                | Jean-Marie Georgelin  | Divers droite (FRP)  | 1 632        | 2,75         |             |             |  |
|                | José Le Moigne        | Divers écologiste    | 1 307        | 2,20         |             |             |  |
|                | Jean-Pierre Simon     | FN                   | 721          | 1,21         |             |             |  |
|                | Étienne Grumbach      | Extrême gauche (PSU) | 677          | 1,14         |             |             |  |
|                | Guy Bélier            | Extrême gauche (LO)  | 552          | 0,93         |             |             |  |
|                | Gérard Leplaideur     | Extrême gauche (FS)  | 241          | 0,41         |             |             |  |
|                | Georges Meunier       | Extrême droite (PFN) | 73           | 0,12         |             |             |  |
|                |                       |                      |              |              |             |             |  |
| Inscrits       | Inscrits              | Inscrits             | 84 880       | 100,00       | 84 859      | 100,00      |  |
| Abstentions    | Abstentions           | Abstentions          | 24 531       | 28,9         | 19 636      | 23,14       |  |
| Votants        | Votants               | Votants              | 60 349       | 71,1         | 65 223      | 76,86       |  |
| Blancs et nuls | Blancs et nuls        | Blancs et nuls       | 991          | 1,64         | 1 322       | 2,03        |  |
| Exprimés       | Exprimés              | Exprimés             | 59 358       | 98,36        | 63 901      | 97,97       |  |

Le suppléant de Pierre Ribes était Yves Kerling, conseiller municipal de Oinville-sur-Montcient.

### Élections de 1988
| Candidat                                | Candidat           | Parti                | Premier tour | Premier tour | Second tour | Second tour |  |
| Candidat                                | Candidat           | Parti                | Voix         | %            | Voix        | %           |  |
| --------------------------------------- | ------------------ | -------------------- | ------------ | ------------ | ----------- | ----------- |  |
|                                         | Michel Rocard élu  | PS                   | 17 832       | 47,04        | 22 643      | 54,90       |  |
|                                         | Gérard Rebreyend   | UDF (PR) (URC)       | 9 935        | 26,21        | 18 600      | 45,09       |  |
|                                         | Henri Jeannequin   | FN                   | 4 897        | 12,92        |             |             |  |
|                                         | Jean-Marie Alcaraz | Divers droite        | 2 712        | 7,15         |             |             |  |
|                                         | Jean Caron         | PCF                  | 2 276        | 6,04         |             |             |  |
|                                         | Francine Loué      | Extrême droite (POE) | 249          | 0,65         |             |             |  |
|                                         |                    |                      |              |              |             |             |  |
| Inscrits                                | Inscrits           | Inscrits             | 61 514       | 100,00       | 61 503      | 100,00      |  |
| Abstentions                             | Abstentions        | Abstentions          | 23 106       | 37,56        | 19 411      | 31,56       |  |
| Votants                                 | Votants            | Votants              | 38 408       | 62,44        | 42 092      | 68,44       |  |
| Blancs et nuls                          | Blancs et nuls     | Blancs et nuls       | 507          | 1,32         | 849         | 2,02        |  |
| Exprimés                                | Exprimés           | Exprimés             | 37 901       | 98,68        | 41 243      | 97,98       |  |
| Source : Le Monde des 7 et 14 juin 1988 |                    |                      |              |              |             |             |  |

Le suppléant de Michel Rocard était Jean Guigné, maire adjoint de Conflans-Sainte-Honorine. Jean Guigné remplace Michel Rocard, nommé Premier Ministre, du 24 juillet 1988 au 1er avril 1993.

### Élections de 1993
| Candidat       | Candidat              | Parti                      | Premier tour | Premier tour | Second tour | Second tour |  |
| Candidat       | Candidat              | Parti                      | Voix         | %            | Voix        | %           |  |
| -------------- | --------------------- | -------------------------- | ------------ | ------------ | ----------- | ----------- |  |
|                | Pierre Cardo élu      | UDF (PR)                   | 17 107       | 38,43        | 24 399      | 52,85       |  |
|                | Michel Rocard sortant | PS (ADFP)                  | 12 093       | 27,17        | 21 770      | 47,15       |  |
|                | Myriam Baeckeroot     | FN                         | 6 821        | 15,32        |             |             |  |
|                | Monique Le Saux       | GÉ (EÉ)                    | 2 816        | 6,33         |             |             |  |
|                | Bernard Minguy        | PCF                        | 2 019        | 4,54         |             |             |  |
|                | Philippe Fourchon     | Divers écologiste (LT-LNÉ) | 872          | 1,96         |             |             |  |
|                | Catherine Simon       | Extrême droite (RDRP)      | 772          | 1,72         |             |             |  |
|                | Guy Belier            | LO                         | 586          | 1,32         |             |             |  |
|                | Philippe Andre        | Divers écologiste          | 582          | 1,31         |             |             |  |
|                | Jacques Michels       | Divers droite (CNIP)       | 443          | 1,00         |             |             |  |
|                | Francis Duhameeuw     | Divers droite (MDD)        | 261          | 0,59         |             |             |  |
|                | Sol Jeannot           | Divers                     | 138          | 0,31         |             |             |  |
|                |                       |                            |              |              |             |             |  |
| Inscrits       | Inscrits              | Inscrits                   | 65 710       | 100,00       | 65 725      | 100,00      |  |
| Abstentions    | Abstentions           | Abstentions                | 19 660       | 29,92        | 17 371      | 26,43       |  |
| Votants        | Votants               | Votants                    | 46 050       | 70,08        | 48 354      | 73,57       |  |
| Blancs et nuls | Blancs et nuls        | Blancs et nuls             | 1 540        | 3,34         | 2 185       | 4,52        |  |
| Exprimés       | Exprimés              | Exprimés                   | 44 510       | 96,66        | 46 169      | 95,48       |  |

Le suppléant de Pierre Cardo était Gérard Rebréyend, conseiller municipal de Conflans-Sainte-Honorine, conseiller régional.

### Élections de 1997
| Candidat       | Candidat                   | Parti             | Premier tour | Premier tour | Second tour | Second tour |  |
| Candidat       | Candidat                   | Parti             | Voix         | %            | Voix        | %           |  |
| -------------- | -------------------------- | ----------------- | ------------ | ------------ | ----------- | ----------- |  |
|                | Pierre Cardo sortant réélu | UDF (PR)          | 14 257       | 32,58        | 24 164      | 52,56       |  |
|                | Jean-Paul Huchon           | PS                | 12 448       | 28,45        | 21 813      | 47,44       |  |
|                | Myriam Baeckeroot          | FN                | 7 747        | 17,7         |             |             |  |
|                | Bernard Minguy             | PCF               | 2 236        | 5,11         |             |             |  |
|                | Lucien Ferrier             | Les Verts         | 1 634        | 3,73         |             |             |  |
|                | Guy Bélier                 | LO                | 1 244        | 2,84         |             |             |  |
|                | François Jalenques         | LDI (MPF)         | 1 175        | 2,69         |             |             |  |
|                | Philippe Martin            | GÉ                | 783          | 1,79         |             |             |  |
|                | Nicole Mioso               | US4J              | 646          | 1,48         |             |             |  |
|                | Philippe Fourchon          | LT-LNÉ            | 553          | 1,26         |             |             |  |
|                | Alain Jouanet              | MDC               | 448          | 1,02         |             |             |  |
|                | Jean-Marc Séry             | Divers gauche     | 383          | 0,88         |             |             |  |
|                | Guy Cousin                 | MDR               | 163          | 0,37         |             |             |  |
|                | Ginette Frau               | Divers écologiste | 42           | 0,1          |             |             |  |
|                |                            |                   |              |              |             |             |  |
| Inscrits       | Inscrits                   | Inscrits          | 66 864       | 100,00       | 66 860      | 100,00      |  |
| Abstentions    | Abstentions                | Abstentions       | 21 477       | 32,12        | 18 460      | 27,61       |  |
| Votants        | Votants                    | Votants           | 45 387       | 67,88        | 48 400      | 72,39       |  |
| Blancs et nuls | Blancs et nuls             | Blancs et nuls    | 1 628        | 3,59         | 2 423       | 5,01        |  |
| Exprimés       | Exprimés                   | Exprimés          | 43 759       | 96,41        | 45 977      | 94,99       |  |

Le suppléant de Pierre Cardo était André Cassagne, ingénieur, conseiller général du canton de Meulan, maire d'Hardricourt, ancien directeur technique.

### Élections de 2002
| Candidat       | Candidat                   | Parti            | Premier tour | Premier tour | Second tour | Second tour |  |
| Candidat       | Candidat                   | Parti            | Voix         | %            | Voix        | %           |  |
| -------------- | -------------------------- | ---------------- | ------------ | ------------ | ----------- | ----------- |  |
|                | Pierre Cardo sortant réélu | UMP              | 20 628       | 45,87        | 23 756      | 58,08       |  |
|                | Philippe Esnol             | PS               | 13 156       | 29,25        | 17 146      | 41,92       |  |
|                | Myriam Baeckeroot          | FN               | 5 273        | 11,72        |             |             |  |
|                | Marie-Hélène Driot         | Les Verts        | 1 665        | 3,7          |             |             |  |
|                | Claudine Huet              | PCF              | 994          | 2,21         |             |             |  |
|                | Éric Chopard               | LCR              | 675          | 1,5          |             |             |  |
|                | Gilles Haroutel            | Pôle républicain | 661          | 1,47         |             |             |  |
|                | Philippe Fourchon          | LT-LNÉ           | 609          | 1,35         |             |             |  |
|                | Jeanne Martin              | MNR              | 410          | 0,91         |             |             |  |
|                | Joseph Martin              | MPF              | 352          | 0,78         |             |             |  |
|                | Guy Bélier                 | LO               | 350          | 0,78         |             |             |  |
|                | Jean-Pierre Bellei         | CPNT             | 200          | 0,44         |             |             |  |
|                |                            |                  |              |              |             |             |  |
| Inscrits       | Inscrits                   | Inscrits         | 68 850       | 100,00       | 68 841      | 100,00      |  |
| Abstentions    | Abstentions                | Abstentions      | 23 312       | 33,86        | 26 787      | 38,91       |  |
| Votants        | Votants                    | Votants          | 45 538       | 66,14        | 42 054      | 61,09       |  |
| Blancs et nuls | Blancs et nuls             | Blancs et nuls   | 565          | 1,24         | 1 152       | 2,74        |  |
| Exprimés       | Exprimés                   | Exprimés         | 44 973       | 98,76        | 40 902      | 97,26       |  |

Le suppléant de Pierre Cardo était André Cassagne.

### Élections de 2007
| Candidat       | Candidat                   | Parti          | Premier tour | Premier tour | Second tour | Second tour |  |
| Candidat       | Candidat                   | Parti          | Voix         | %            | Voix        | %           |  |
| -------------- | -------------------------- | -------------- | ------------ | ------------ | ----------- | ----------- |  |
|                | Pierre Cardo sortant réélu | UMP            | 22 410       | 49,56        | 23 889      | 57,8        |  |
|                | Estelle Rodes              | PS             | 11 069       | 24,48        | 17 442      | 42,2        |  |
|                | Michel Marque              | UDF–MoDem      | 3 676        | 8,13         |             |             |  |
|                | Myriam Baeckeroot          | FN             | 2 077        | 4,59         |             |             |  |
|                | Michèle Orcel              | Les Verts      | 1 612        | 3,56         |             |             |  |
|                | Pierrick Le Roux           | LCR            | 1 142        | 2,53         |             |             |  |
|                | Claudine Huet              | PCF            | 1 072        | 2,37         |             |             |  |
|                | Sandra Fèvre               | MPF            | 747          | 1,65         |             |             |  |
|                | Marie-Josée Jean           | LT-LNÉ         | 614          | 1,36         |             |             |  |
|                | Anne Dervaux               | Divers         | 465          | 1,03         |             |             |  |
|                | Guy Bélier                 | LO             | 336          | 0,74         |             |             |  |
|                |                            |                |              |              |             |             |  |
| Inscrits       | Inscrits                   | Inscrits       | 75 536       | 100,00       | 75 534      | 100,00      |  |
| Abstentions    | Abstentions                | Abstentions    | 29 757       | 39,39        | 33 261      | 44,03       |  |
| Votants        | Votants                    | Votants        | 45 779       | 60,61        | 42 273      | 55,97       |  |
| Blancs et nuls | Blancs et nuls             | Blancs et nuls | 559          | 1,22         | 942         | 2,23        |  |
| Exprimés       | Exprimés                   | Exprimés       | 45 220       | 98,78        | 41 331      | 97,77       |  |

### Élections de 2012
| Candidat       | Candidat                     | Parti                   | Premier tour | Premier tour | Second tour | Second tour |  |
| Candidat       | Candidat                     | Parti                   | Voix         | %            | Voix        | %           |  |
| -------------- | ---------------------------- | ----------------------- | ------------ | ------------ | ----------- | ----------- |  |
|                | Estelle Rodes                | PS                      | 15 420       | 35,16        | 21 146      | 49,49       |  |
|                | Arnaud Richard sortant réélu | PRV (UMP)               | 14 373       | 32,77        | 21 581      | 50,51       |  |
|                | Alexandre Delport            | FN                      | 5 308        | 12,10        |             |             |  |
|                | Gaël Callonnec               | EÉLV                    | 2 831        | 6,45         |             |             |  |
|                | Mouni Coudoux                | FG (PCF)                | 1 645        | 3,75         |             |             |  |
|                | Jacques Massacré             | Divers droite           | 1 215        | 2,77         |             |             |  |
|                | Denis Faist                  | MoDem                   | 1 181        | 2,69         |             |             |  |
|                | Myriam Baeckeroot            | Extrême droite (PDF)    | 672          | 1,53         |             |             |  |
|                | Charles-Henri Bruyand        | Divers (Pirate)         | 342          | 0,78         |             |             |  |
|                | Claire Coueignas             | Divers droite (DLR)     | 280          | 0,64         |             |             |  |
|                | Fouad Abouhamda              | Divers écologiste (AÉI) | 234          | 0,53         |             |             |  |
|                | Martine Petitpain            | Extrême gauche (NPA)    | 188          | 0,43         |             |             |  |
|                | Ali Kaya                     | Extrême gauche (LO)     | 169          | 0,39         |             |             |  |
|                |                              |                         |              |              |             |             |  |
| Inscrits       | Inscrits                     | Inscrits                | 78 360       | 100,00       | 78 358      | 100,00      |  |
| Abstentions    | Abstentions                  | Abstentions             | 34 012       | 43,4         | 34 676      | 44,25       |  |
| Votants        | Votants                      | Votants                 | 44 348       | 56,6         | 43 682      | 55,75       |  |
| Blancs et nuls | Blancs et nuls               | Blancs et nuls          | 490          | 1,1          | 955         | 2,19        |  |
| Exprimés       | Exprimés                     | Exprimés                | 43 858       | 98,9         | 42 727      | 97,81       |  |

### Élections de 2017
- Député sortant : Arnaud Richard (Union des démocrates et indépendants).

|                                                                           |                                                                                         |                           |                           |                          |                          |
|                                                                           |                                                                                         | Premier tour 11 juin 2017 | Premier tour 11 juin 2017 | Second tour 18 juin 2017 | Second tour 18 juin 2017 |
|                                                                           |                                                                                         |                           |                           |                          |                          |
|                                                                           |                                                                                         | Nombre                    | % des inscrits            | Nombre                   | % des inscrits           |
| Inscrits                                                                  | Inscrits                                                                                | 80 623                    | 100,00                    | 80 615                   | 100,00                   |
| Abstentions                                                               | Abstentions                                                                             | 40 966                    | 50,81                     | 47 519                   | 58,95                    |
| Votants                                                                   | Votants                                                                                 | 39 657                    | 49,19                     | 33 096                   | 41,05                    |
|                                                                           |                                                                                         |                           | % des votants             |                          | % des votants            |
| Bulletins blancs                                                          | Bulletins blancs                                                                        | 425                       | 1,07                      | 2 289                    | 6,92                     |
| Bulletins nuls                                                            | Bulletins nuls                                                                          | 120                       | 0,30                      | 656                      | 1,98                     |
| Suffrages exprimés                                                        | Suffrages exprimés                                                                      | 39 112                    | 98,63                     | 30 151                   | 91,10                    |
|                                                                           |                                                                                         |                           |                           |                          |                          |
| Candidat Étiquette politique (partis et alliances)                        | Candidat Étiquette politique (partis et alliances)                                      | Voix                      | % des exprimés            | Voix                     | % des exprimés           |
|                                                                           |                                                                                         |                           |                           |                          |                          |
|                                                                           | Michèle de Vaucouleurs Mouvement démocrate (La République en marche)                    | 15 924                    | 40,71                     | 16 756                   | 55,57                    |
|                                                                           | Arnaud Richard (député sortant) Union des démocrates et indépendants (Les Républicains) | 7 600                     | 19,43                     | 13 395                   | 44,43                    |
|                                                                           | Paul Deboutin La France insoumise                                                       | 4 621                     | 11,81                     |                          |                          |
|                                                                           | Victoria Kostiaeva Front national                                                       | 3 580                     | 9,15                      |                          |                          |
|                                                                           | Ghislaine Senée Europe Écologie Les Verts (Parti socialiste - Parti radical de gauche)  | 3 241                     | 8,29                      |                          |                          |
|                                                                           | Christian Taillebois Divers droite (Parti chrétien-démocrate)                           | 1 041                     | 2,66                      |                          |                          |
|                                                                           | Sandrine Feraud Debout la France                                                        | 866                       | 2,21                      |                          |                          |
|                                                                           | Nicole Pradier Parti communiste français                                                | 484                       | 1,24                      |                          |                          |
|                                                                           | Myriam Baeckeroot Extrême droite (Parti de la France)                                   | 424                       | 1,08                      |                          |                          |
|                                                                           | Yann Froger Écologiste (Parti fédéraliste européen)                                     | 352                       | 0,90                      |                          |                          |
|                                                                           | Pierre Hautefeuille Divers (Parti du vote blanc)                                        | 301                       | 0,77                      |                          |                          |
|                                                                           | Rémi Top Divers (Union populaire républicaine)                                          | 301                       | 0,77                      |                          |                          |
|                                                                           | Ali Kaya Lutte ouvrière                                                                 | 236                       | 0,60                      |                          |                          |
|                                                                           | Serge Lebrun Divers gauche (Mouvement des progressistes)                                | 141                       | 0,36                      |                          |                          |
| Source : Ministère de l'Intérieur - Septième circonscription des Yvelines |                                                                                         |                           |                           |                          |                          |

### Élections de 2022
Les élections législatives françaises de 2022 ont eu lieu les dimanches 12 et 19 juin 2022.
|                                                                           |                                                                     |                           |                           |                          |                          |
|                                                                           |                                                                     | Premier tour 12 juin 2022 | Premier tour 12 juin 2022 | Second tour 19 juin 2022 | Second tour 19 juin 2022 |
|                                                                           |                                                                     |                           |                           |                          |                          |
|                                                                           |                                                                     | Nombre                    | % des inscrits            | Nombre                   | % des inscrits           |
| Inscrits                                                                  | Inscrits                                                            | 80 638                    | 100                       | 80 658                   | 100                      |
| Abstentions                                                               | Abstentions                                                         | 41 488                    | 51,45                     | 42 493                   | 52,68                    |
| Votants                                                                   | Votants                                                             | 39 150                    | 48,55                     | 38 165                   | 47,32                    |
|                                                                           |                                                                     |                           | % des votants             |                          | % des votants            |
| Bulletins blancs                                                          | Bulletins blancs                                                    | 427                       | 1,09                      | 1859                     | 4,87                     |
| Bulletins nuls                                                            | Bulletins nuls                                                      | 147                       | 0,38                      | 647                      | 1,70                     |
| Suffrages exprimés                                                        | Suffrages exprimés                                                  | 38 576                    | 98,53                     | 35 659                   | 93,43                    |
|                                                                           |                                                                     |                           |                           |                          |                          |
| Candidat Étiquette politique (partis et alliances)                        | Candidat Étiquette politique (partis et alliances)                  | Voix                      | % des exprimés            | Voix                     | % des exprimés           |
|                                                                           |                                                                     |                           |                           |                          |                          |
|                                                                           | Nadia Hai Ensemble                                                  | 11 401                    | 29,55                     | 19 889                   | 55,78                    |
|                                                                           | Michèle Christophoul Nouvelle Union populaire écologique et sociale | 10 488                    | 27,19                     | 15 770                   | 44,22                    |
|                                                                           | Laurent Brosse Les Républicains                                     | 5 723                     | 14,84                     |                          |                          |
|                                                                           | Emmanuelle Fortin Rassemblement national                            | 5 195                     | 13,47                     |                          |                          |
|                                                                           | Christèle Didierjean Reconquête                                     | 1 910                     | 4,95                      |                          |                          |
|                                                                           | Jacques Borie Tous unis pour le vivant                              | 1 244                     | 3,22                      |                          |                          |
|                                                                           | Fouad Abouhamda Écologistes                                         | 545                       | 1,41                      |                          |                          |
|                                                                           | Pierre Plancoulaine Parti animaliste                                | 543                       | 1,41                      |                          |                          |
|                                                                           | Frédéric Janvier Sans étiquette                                     | 483                       | 1,25                      |                          |                          |
|                                                                           | Rithe Katusevanako Droite souverainiste                             | 346                       | 0,90                      |                          |                          |
|                                                                           | Ali Kaya Lutte ouvrière                                             | 287                       | 0,74                      |                          |                          |
|                                                                           | Christiane Jombart Sans étiquette                                   | 235                       | 0,61                      |                          |                          |
|                                                                           | Rémi Vincent Parti Pirate                                           | 176                       | 0,46                      |                          |                          |
| Source : Ministère de l'Intérieur - Septième circonscription des Yvelines |                                                                     |                           |                           |                          |                          |

### Élections de 2024
| Candidat                 | Candidat                 | Parti et coalition       | Nuance                   | Premier tour | Premier tour | Second tour | Second tour |
| Candidat                 | Candidat                 | Parti et coalition       | Nuance                   | Voix         | %            | Voix        | %           |
| ------------------------ | ------------------------ | ------------------------ | ------------------------ | ------------ | ------------ | ----------- | ----------- |
|                          | Aurélien Rousseau élu    | PP (NFP)                 | UG                       | 18 810       | 34,68        | 21 043      | 39,14       |
|                          | Nadia Hai sortante       | RE (ENS)                 | ENS                      | 15 903       | 29,32        | 17 711      | 32,95       |
|                          | Babette de Rozières      | RAD (RN)                 | UXD                      | 13 987       | 25,79        | 15 004      | 27,91       |
|                          | Julien Fréjabue          | LR                       | LR                       | 4 142        | 7,64         |             |             |
|                          | Colette Aubrée           | REC                      | REC                      | 516          | 0,95         |             |             |
|                          | Ali Kaya                 | LO                       | EXG                      | 498          | 0,92         |             |             |
|                          | Jack Lefebvre            | PT                       | EXG                      | 375          | 0,69         |             |             |
|                          |                          |                          |                          |              |              |             |             |
| Suffrages exprimés       | Suffrages exprimés       | Suffrages exprimés       | Suffrages exprimés       | 54 231       | 97,88        | 53 758      | 97,71       |
| Votes blancs             | Votes blancs             | Votes blancs             | Votes blancs             | 893          | 1,61         | 989         | 1,80        |
| Votes nuls               | Votes nuls               | Votes nuls               | Votes nuls               | 283          | 0,51         | 272         | 0,49        |
| Total                    | Total                    | Total                    | Total                    | 55 407       | 100          | 55 019      | 100         |
| Abstention               | Abstention               | Abstention               | Abstention               | 26 206       | 32,11        | 26 616      | 32,60       |
| Inscrits / participation | Inscrits / participation | Inscrits / participation | Inscrits / participation | 81 613       | 67,89        | 81 635      | 67,40       |